# Achoriphragma sauricum
Achoriphragma sauricum är en korsblommig växtart som först beskrevs av M.G. Pachomova, och fick sitt nu gällande namn av Jiří Soják. Achoriphragma sauricum ingår i släktet Achoriphragma och familjen korsblommiga växter. Inga underarter finns listade i Catalogue of Life.